# Fabien Rohrer
Fabien «Fäbu» Rohrer (* 1. September 1975 in Bern) ist ein ehemaliger Schweizer Snowboard-Freestyle-Fahrer.
Seinen ersten Erfolg erzielte Rohrer mit dem ersten Platz an der ISF World Serie im italienischen Pila, wohin er über eine Wild Card gelangt war. Danach brach er die Schule ab und wurde professioneller Snowboarder. Im Jahr 1996 gewann er den Air & Style Contest in Innsbruck und wurde Europameister in der Halfpipe und im Jahr 1997 Weltmeister der FIS. Bei den Olympischen Winterspielen in Nagano 1998 wurde er in der Halfpipe Vierter. Seinen letzten Wettkampf bestritt er 2001.
Rohrer spielte im Film Das Fähnlein der sieben Aufrechten aus dem Jahr 2001 mit sowie 2006 in der Doku-Soap Der Match.
Er ist Vater eines Buben (* 2011) und lebt in Münsingen. Er ist alleinerziehend.

## Erfolge
- Sieger Halfpipe, US Open 1996
- Sieger Nippon Open, Japan 1996
- Sieger Continental Open, Japan 1996
- Europameister Halfpipe 1996
- Sieger Air & Style Contest, Österreich 1996
- Sieger ISF World Tour 1997/98
- Weltmeister FIS 1997